# Valea de Sus, Bihor
Valea de Sus este un sat în comuna Câmpani din județul Bihor, Crișana, România.

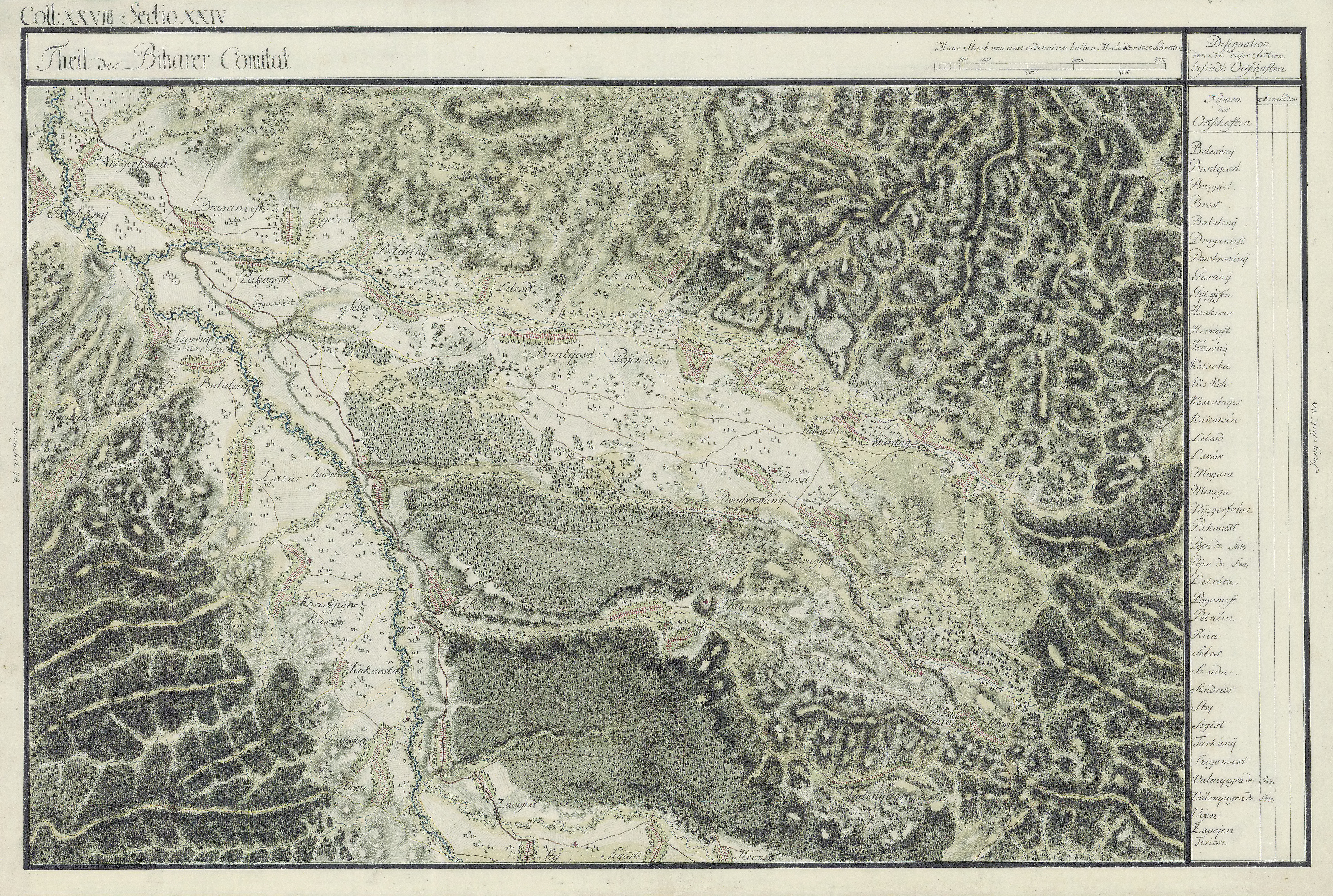
Valea de Sus în Harta Iosefină a Comitatului Bihor, 1782-85

 Acest articol despre o localitate din județul Bihor este deocamdată un ciot. Puteți ajuta Wikipedia prin completarea lui.